# Kai Buth
Kai Buth (* 20. Juni 1970 in Neumünster; † 10. Februar 2002 in Berlin) war ein deutscher Schauspieler.

## Wirken
Seinen ersten Filmauftritt hatte Kai Buth in dem ZDF-Drama Manuel (Regie: Peter Obrist), das etwa 1982 produziert und 1986 ausgestrahlt wurde. Nach der Ausbildung zum Schauspieler wandte er sich zunächst dem Theater zu. Ab 1993 wirkte er auch in Fernsehproduktionen mit. Bekannt wurde er durch die Rolle des Alexander Tielmann in der Serie Hinter Gittern – Der Frauenknast.
Kai Buth verstarb im Alter von 31 Jahren bei einem Verkehrsunfall.

## Filmografie (Auswahl)
- 1986: Manuel (Fernsehfilm)
- 1993: Polizeiruf 110: Tod im Kraftwerk (Fernsehreihe)
- 1996: Männer sind was Wunderbares (Fernsehreihe, 1 Folge)
- 1997: Wilde Zeiten (Fernsehserie, 1 Folge)
- 1997–1998: Hinter Gittern – Der Frauenknast (Fernsehserie, 3 Folgen)
- 2001: Die Hunde sind schuld (Fernsehfilm)